# Istoria orașului Zabrze
Istoria Zabrze acoperă evenimentele importante petrecute în zona actualului oraș, din cele mai vechi timpuri până în prezent.

## Primele menționări
- primele așezări în zonă datează din epoca pietrei, de acum circa 10.000 de ani
- Secolele XII - XIII - pe malul pârâului Rokitnica, pe locul cartierelor Mikulczyce și Rokitnica, sunt ridicate fortificații de formă conică, vizibile și astăzi
- 1202 - Papa Inocențiu al III-lea emite o bulă papală în care era stabilită delimitarea între episcopiile de Wrocław și de Cracovia, limita dintre cele două fiind situată pe locul actualei localități
- 1222 - Cazimir I de Opole îi permite prietenului său, episcopul de Wrocław, să se implice în dezvoltarea localităților și în exploatarea regiunilor împădurite, nepopulate, ale Sileziei Superioare; se pare că atunci au fost construite vechile așezări din această zonă, distruse de invazia tătară din anul 1241
- 1243 - prima atestare, ca și Biskupice
  - 25 martie - Viola, ducesă de Kalisz, prezintă un document care preciza că pe tot cuprinsul episcopiei de Wrocław se renunță la legea privind recrutarea obligatorie a tinerilor, precum și la taxe, impozite și alte plăți: ville [...] Biscupici dicitur cirka Bitom [1]
- 1260 - privilegiile acordate de Toma I, în anul 1243, sunt menținute și de succesorul său, Vladislav, duce de Opole, ceea ce va determina o creștere a numărului celor care se stabilesc în regiunea Biskupice [1]
- 1 ianuarie 1289 - ducele de Bytom, Cazimir al II-lea, în semn de omagiu, îi cedează toate proprietățile (inclusiv Zabrze) Regelui Boemiei Václav al II-lea [1]

- 1295 - 1305

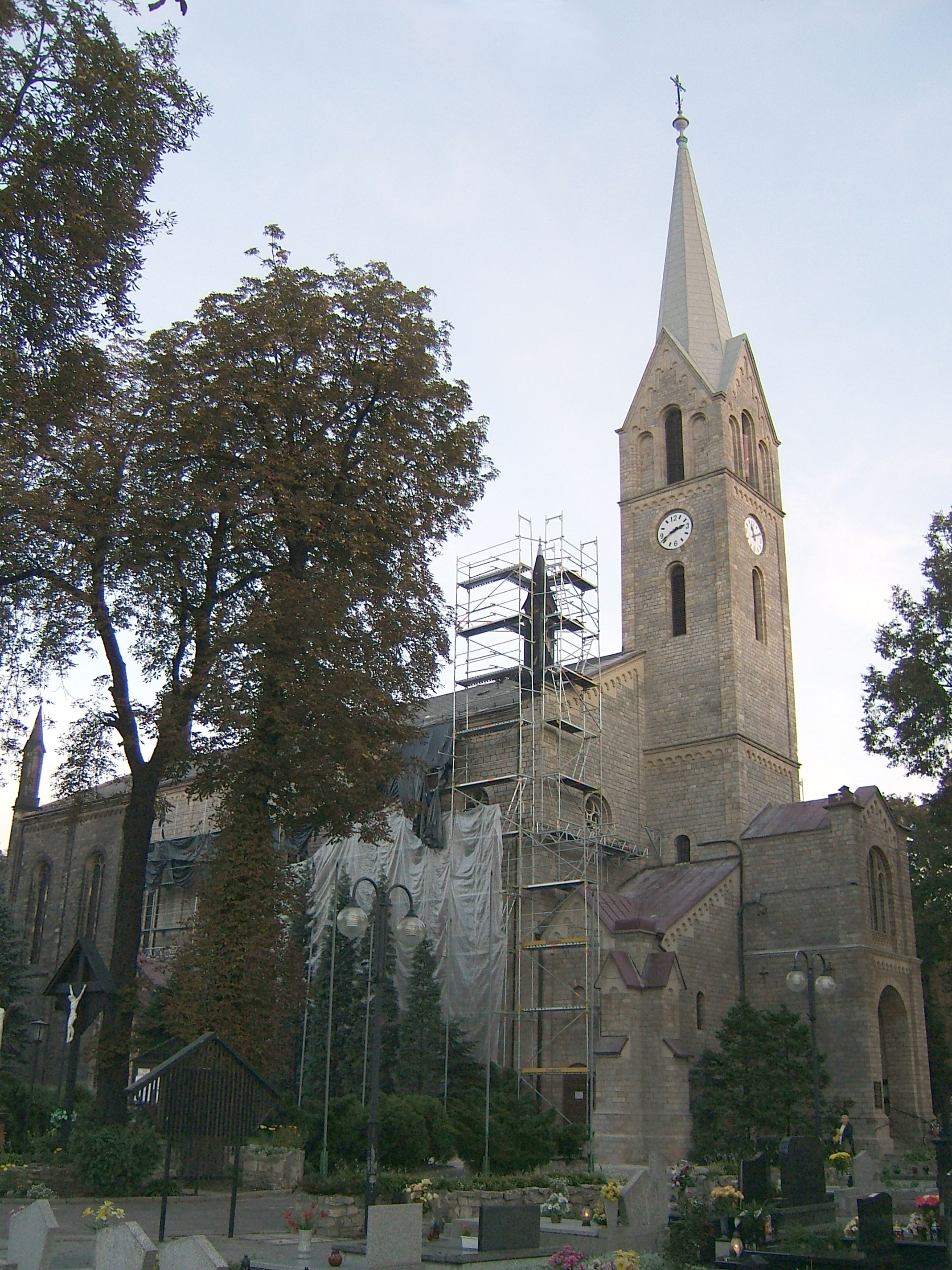
Biserica Sfântul Andrei

  - prima menționare a localității Zabrze (Sadbre), în Registrul Ujazd (Liber fundationis episcopatus Wratislawiensis)
  - documentul pomenește și de existența unui preot paroh în Biskupice, deci și a unei biserici, ceea ce ne arată că, în această perioadă, încep să se formeze primele parohii în regiune [2]
- 1326 - registrul parohial de donații menționează bisericile din Mikulczyce și Biskupice [1]
- 1354 - Biserica Sfântul Andrei este vizitată de episcopul Przecław de Pogorzel
  - din cauza materialului de construcție de foarte slabă calitate aceste biserici nu au rezistat până azi, noi biserici din lemn fiind construite în secolele XV - XVI: în Biskupice (1491), Mikulczyce (1530) și Zabrze (1546) [1]

## Perioada feudală și a dezvoltării burgheziei
- 1465 - Jodok de Rożemberk închiriază proprietățile ce aparțin de Ujazd lui Ioan, duce de Oświęcim și Gliwice, ceea ce va aduce schimbări nepopulare asupra stilului de viață al oamenilor, obișnuiți până atunci cu multe privilegii și libertăți [1]
- 1474 - în timpul războiului dintre regele Poloniei, Cazimir al IV-lea, și regele Ungariei, Matei Corvin, regiunea Bytom a fost jefuită de tătari; probabil că atunci a fost arsă vechea biserică din Biskupice, reconstruită în 1491 [1]
- secolul al XVI-lea - economia reînvie datorită trecerii regiunii Zabrze în administrarea unor proprietari privați, care vor promova niște reforme antipopulare [1]
- 1526 - în urma Bătăliei de la Mohács, Silezia (ca parte a Boemiei) este anexată Austriei
- 1533 sau 1534 - în urma frământărilor dintre catolici și protestanți, menționate în cronica Furia Luthericolarium, este arsă Biserica Sfântul Andrei [1]
- 1548 - Baltazar de Promnitz le acordă fraților Nicolae și Ioan de Bierawa dreptul de a căuta și a exploata zăcăminte de metale prețioase în această regiune [2]
- 1570 - proprietarul regiunii Zabrze a devenit nobilul ceh Szambor Dluhomil
  - acesta a deposedat 6 țărani de pământurile și pădurile lor, iar pe terenurile astfel însușite și-a construit un castel de lemn [3]
  - reformele antipopulare ale lui Dluhomil, cunoscute în literatură ca Reformele din Zabrze, au fost continuate și de urmașii lui la conducere și au dus la sărăcirea populației
- 1598 - cu ocazia vizitei efectuate de episcop aflăm că biserici din Biskupice și Mikulczyce se află în mâinile protestanților
- 1618 - 1648 - ținuturile Sileziei Superioare sunt devastate de Războiul de Treizeci de Ani
  - 1639 - soldații lui Ernst von Mansfeld jefuiesc localitățile Zabrze și Sośnica
- 1642 - în timpul conducătorului Alexandru Bielski sunt înlocuite construcțiile de lemn cu unele de cărămidă, sunt construite grajduri, stâne de oi, berării și distilerii
- 1651 - ca urmare a Contrareformei, în așa-numitul cimitir suedez din strada Staromiejska este construită o capelă în locul unei statui, în stil baroc, ce îl reprezenta pe Sfântul Ioan Nepomuk
- 1672 - în Zabrze figurează doar 34 de locuințe [3]
- 1675 - domeniul Zabrze trece în proprietatea baronului Jerzy Welczek sau Wilczek, cancelarul ducelui de Opole și Racibórz
  - anterior, în 1670, împreună cu frații săi (Francisc, cancelar de Wrocław, și Krzysztof, judecător în Pszczyna) mutaseră mormântul tatălui lor în Biserica Sfânta Cruce din Gliwice
  - politica lui Jerzy Welczek, continuată și de urmașii lui (Anna Zuzanna, Anna Zuzanna Renata, contele Bernard al III-lea de Pražmo), a determinat dezvoltarea burgheziei
  - în această perioadă se vor construi în Zabrze berării, mori de apă și fabrici de cherestea
- 1683 - Jerzy Welczek îl întâmpină la marginea domeniului său pe regele Poloniei Ioan III Sobieski, care era pe drum spre Viena pentru a veni în ajutorul orașului, asediat de turci
- 1725 - registrele parohiale pomenesc pentru prima dată de existența unei topitorii [3]

## Perioada colonizării germane
- 1731 - pe locul actualei străzi L. Kondratowicza și la sud de strada J. Pestalozzi [3] exista o regiune locuită de coloniști germani, numită Zabrzer Hammer (Kuźnica)
  - în scurt timp va apare o a doua colonie, numită Gwozdek, în celălalt capăt al străzii L. Kondratowicza, la intersecția cu actuala stradă Wolności [3]
- Secolul al XVIII-lea - perioada unor violente ciocniri politice
- 1740 – 1742 - succesiunea la tronul Austriei a fost pretextul izbucnirii unor conflicte (Războaiele Sileziene) între Austria și regele Prusiei Frederic al II-lea
  - în urma conflictului, Zabrze (ca parte a Sileziei) este anexat Prusiei
- 1743 - este realizată o nouă împărțire administrativă a Sileziei, fiind creat Powiatul Bytom, în a cărui componență intrau și Biskupice, Grzybowice, Makoszowy, Mikulczyce, Rokitnica, Zaborze și Zabrze
  - suprafața nou înființatului powiat măsura aproximativ 645 km² [3]
  - din cauza sărăcirii și depopulării unor zone întinse ale Sileziei Superioare multe gospodării au dispărut, cele rămase fiind izolate între ele prin suprafețe de pământ necultivat [3]
  - în Powiatul Bytom, la momentul înființării lui, existau circa 340 de astfel de zone, ceea ce reprezenta aproape 1/6 din totalul celor existente [3]
  - administrația prusacă a încercat să ia măsuri în acest sens, astfel ordinul regelui din anul 1764 stabilea că proprietarii de terenuri au obligația de a cultiva terenurile părăsite [3]
- 1749 - la conducerea Zabrze s-au instalat cei din Casa de Dunin
- 1769 - conducătorul Zabrze ajunge Matei Wilczek, fiul primarului din Koźle, un om foarte inteligent și cu spirit de afacerist, ceea ce va aduce multe beneficii pentru proprietarii de terenuri ce participau la colonizarea Sileziei Superioare [3]
- fiind împotriva colonizării instituite de Frederic al II-lea, Matei Wilczek va construi în calea acestor colonii noi așezări [3]
  - în jurul centrului vor fi fondate 6 noi așezări:
    - 1774
      - apare prima colonie, denumită Paulsdorf sau Pawłów (mai târziu Pawłów Dolny), ce era situată la nord de Zaborze [3]
      - începe construcția unei noi colonii, în partea sudică a Zabrze, aceasta numindu-se la început Dorotheenkolonie bei Zabrze, iar din 1781 primind numele oficial de Dorotheendorf sau Dorota (după numele soției lui Matei Wilczek) [3]

    - în 1775 se pun bazele unei colonii situate în preajma castelului, care de-a lungul vremii a purtat mai multe nume: Sand Kolonie (Kolonia Piastowa sau Colonia de Nisip), Schloß Kolonie (Kolonia Zamkowa sau Colonia Castelului) și ultimul, Klein Zabrze (Micul Zabrze) [3]
    - 1776 - sunt întemeiate 3 noi colonii:
      - Ober Paulsdorf sau Pawłów Górny, denumirea provenind, cel mai probabil, de la numele băiatului lui Matei Wilczek [3]
      - Mathiasdorfem sau Maciejów, în preajma topitoriei, denumită în onoarea conducătorului Zabrze [3]
      - Kunzendorf sau Kończyce, la vest de Pawłów [3]

  - în același timp, în jurul Grzybowice erau fondate comunitățile Marienau (1775, în est) [3] și Philipsdorf (1776, în vest) [3]
    - aceste două colonii vor intra în administrația Grzybowice pe data de 1 aprilie 1877, noua comunitate astfel constituită fiind denumită Pilzendorf [3]

## Începutul industrializării
- 1790 - moare Matei Wilczek, averea lui ajungând în mâini străine, asta deși avea 26 de copii
  - Solomon Isac de Brabant descoperă pe granița dintre Zaborze și Pawłów niște depozite de huilă de circa 1 metru grosime
- 1791 - sunt extrase 120 de tone de cărbune și începe construcția minei Regina Luiza, astăzi mina Zabrze-Bielszowice
  - acest cărbune era transportat cu vagoanele până în Racibórz, iar de aici cu șlepurile pe Odra până în Brzeg și Wrocław
- 1792 - începe construcția Canalului Kłodnica, terminată în 1822
  - acesta era prelungirea Canalului Principal Permanent de Acces, ce se întindea de la mina Regele din Królewska Huta până la mina Regina Luiza din Zaborze, și mai departe până la gura de scurgere situată pe actuala stradă Karol Miarka [3]
- 1793 - conform registrelor acelui an,
  - în Zabrze existau: fond funciar, biserică, școală, 2 mori, 34 țărani, 6 grădinari, 32 muncitori angajați și un total de 305 locuitori
  - în Micul Zabzre exista o colonie cu 12 case și 31 locuitori
  - în Zaborze existau: fond funciar, 15 țărani, 7 grădinari și 14 muncitori angajați

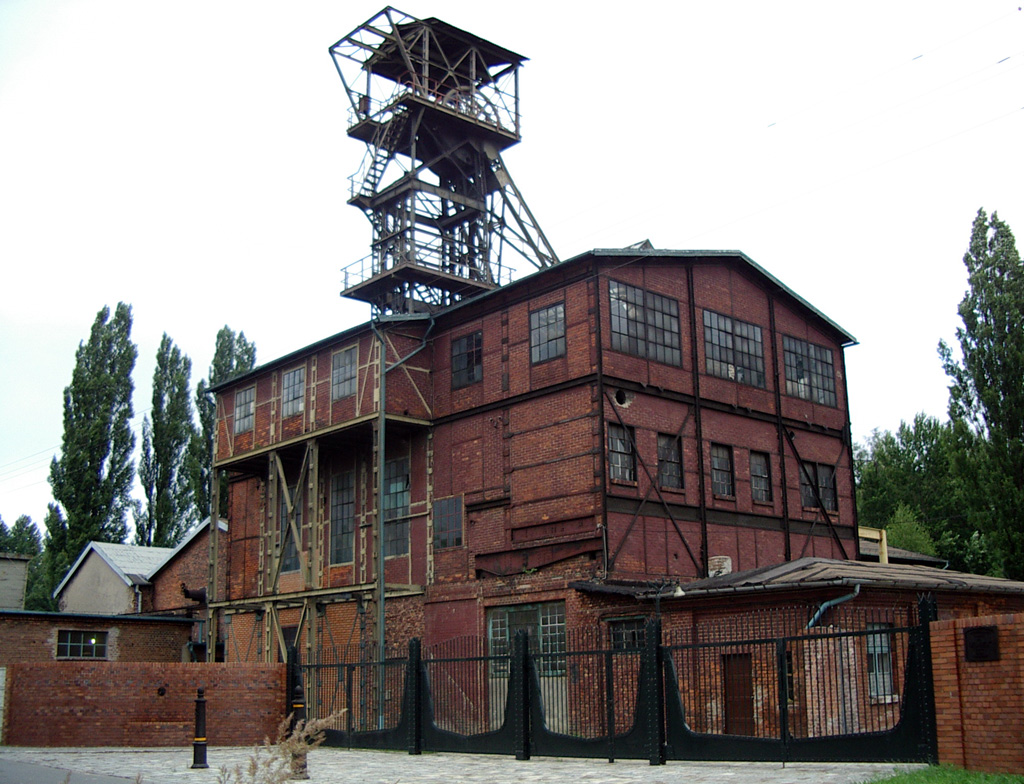
Turnul de extracţie şi clădirea puţului minei de cărbuni Matei (puţul vestic al minei Concordia)

- 1795 - pentru exploatarea depozitelor de cărbune situate mai în profunzime sunt aduse mașini cu aburi
- 1796 - este terminată construcția minei Regina Luiza, prima mină din Zabrze
  - până la începutul secolului al XX-lea se ajunge la o arie de exploatare minieră de 19 km², erau extrase 3 mil. tone de cărbune anual, iar în mină lucrau aproximativ 8000 de oameni
- 1797 - este deschisă mina Amalia, care va fi înlocuită de mina Concordia
- 1799 - începe forarea galeriilor de exploatare ale minei Regina Luiza, dar și construcția unui canal ce lega galeriile din Zabrze de Gliwice
  - cărbunele extras din Zabrze era transportat pe acest canal până în Gliwice
- 1811 - pentru prima dată la nivel mondial s-a trecut la transportul în mină cu ajutorul mașinilor cu aburi
- 1816 - începe construcția unei căi ferate care va face legătura între minele și uzina siderurgică din Królewska Huta, mina Regina Luiza din Zabrze și Gliwice
- 1818 - 1819 - este construită o nouă șosea, supranumită drumul cărbunelui, cu lungimea de 20 de kilometri, ce făcea legătura între Gliwice și Królewska Huta
  - în onoarea urcării pe tron a lui Frederic al III-lea, numele acestei șosele devine Kronprinzstrasse
  - drumul a fost modernizat și pavat între 1829 și 1830 și a reprezentat motorul dezvoltării industriei în zonă
  - din acest drum de legătură făcea parte și actuala stradă Wolności, care este cea mai lungă din Europa, cu o lungime de peste 9 kilometri

## Perioada exploziei industriale
- 2 februarie 1826 - la conducerea Zabrze au trecut cei din familia Henckel von Donnersmarck
- 1829 - conform unor recensăminte, în satele și coloniile de pe teritoriul Zabrze trăiau 2048 de oameni, în 1855 numărul lor ajunge la 4623, iar în 1861 la 8239 [3]
- 1843 - Carol Lazăr Henckel von Donnersmarck deschide mina de cărbuni Concordia, care în 1851 se va uni cu mina Mihai
  - dacă până atunci peisajul care domina regiunea era unul rural, iar principala ocupație a oamenilor era agricultura, odată cu deschiderea acestor mine situația s-a schimbat brusc
- 1 octombrie 1845 - se deschide segmentul de cale ferată dintre Opole și Świętochłowice, ce trecea prin Gliwice și prin Zabrze, parte a magistralei ce lega Wrocław de Silezia Superioară
  - ultimul segment, care se întindea până la Mysłowice, a fost deschis un an mai târziu
  - în aceeași perioadă a fost construită în zona Micul Zabrze gara veche, care nu mai există
  - actuala gară din Zabrze, ridicată inițial în mijlocul câmpului, acum este situată în centrul orașului
- 1850 - 1851
  - sunt construite noi uzine siderurgice, cocserii și ateliere mecanice
  - sunt construite fabrica de sticlă Eisner (pe hotarul dintre Zabrze, Zaborze și Micul Zabrze) și moara Hamburger, ce funcționa cu motoare cu aburi
  - este înființat în Zabrze un dispecerat poștal de clasa a II-a
- 1852
  - 17 ianuarie - Regierungsbezirkul Opole permite organizarea în fiecare zi de luni a unui târg pe terenul Vechiului Zabrze, de unde și denumirea Montagmarktplatz (astăzi piața Traugutt)
  - este deschisă fabrica de motoare cu aburi Henric Kötz, în Micul Zabrze, ce va va fi alipită fabricii Reden

- 1855

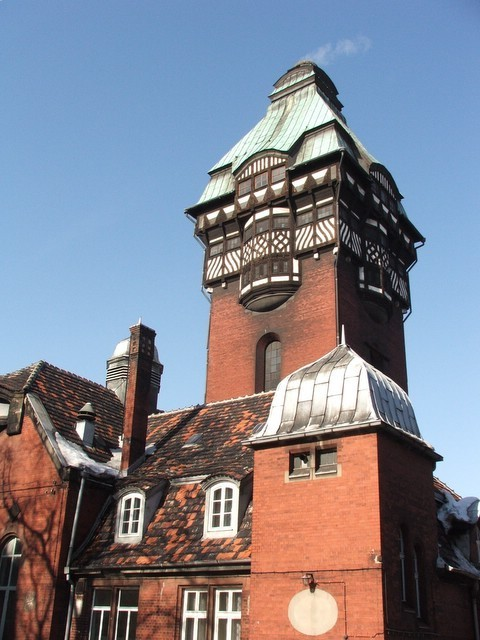
Turnul de apă al Spitalului Clinic nr. 1

  - Adolf Deichsel întemeiază o mică fabrică specializată în producția de frânghii de cânepă și cabluri metalice pentru minele din apropiere
  - inițial aici lucrau doar câțiva muncitori într-un atelier, dar numărul lor crește, ajungând în anul 1914 la 1600 de angajați
  - este construită o fabrică de cărămidă
- 1856
  - se deschide primul spital din Zabrze, Spitalul Clinic nr. 1
  - începe construcția minei Hedwigswunsch
- 1857 - se deschide fabrica Reden
- 1859 - se fac lucrări de extindere a fabricilor de oțel
- 1860 - se deschide fabrica de bere Handler
- 1861 - în apropiere de Biskupice, fabricantul berlinez de locomotive August Borsig începe construcția uneia dintre cele mai mari platforme industriale din Silezia Superioară, așa numita Borsigwerke
- 1862 - începe exploatarea cărbunelui în mina Hedwigswunsch
- 1864 - în Micul Zabrze sunt construite o fabrică de sticlă și moara Henric Handler
- 1867
  - pe o suprafață de 19 ha, lângă Biskupice, sunt construite 60 de locuițe, plus anexe, pentru circa 2800 de muncitori și funcționari de pe platforma Borsigwerke și se înființează un dispecerat poștal de clasa a II-a
  - este construită o fabrică de lubrifianți
- 1868
  - pe platforma Borsigwerke se deschid uzine de laminat și forje
  - se construiește mina Ludwigsglück, denumită ulterior Ludovic
- 1869 - se deschide fabrica de băuturi spirtoase Kochmann

## Perioada modernă
- 1871
  - conform recensământului acelui an populația Zabrze număra 18.250 de persoane, împărțite astfel: în Vechiul Zabrze 6.228, în Micul Zabrze 4.723, în Dorota 851 și în Zaborze 6.448
  - se deschide prima agenție poștală din Zabrze
  - în Micul Zabrze începe construcția unei sinagogi, dar și a unui cimitir și a unei capele destinate membrilor comunității evreiești, amplasate lângă cimitirul evanghelic [2]
- 1872
  - fabrica Donnersmarck se transformă în societate pe acțiuni
  - pe platforma Borsigwerk se deschide o oțelărie și sunt construite turnătorii și o fabrică de armături
  - se sfințește Sinagoga Mare

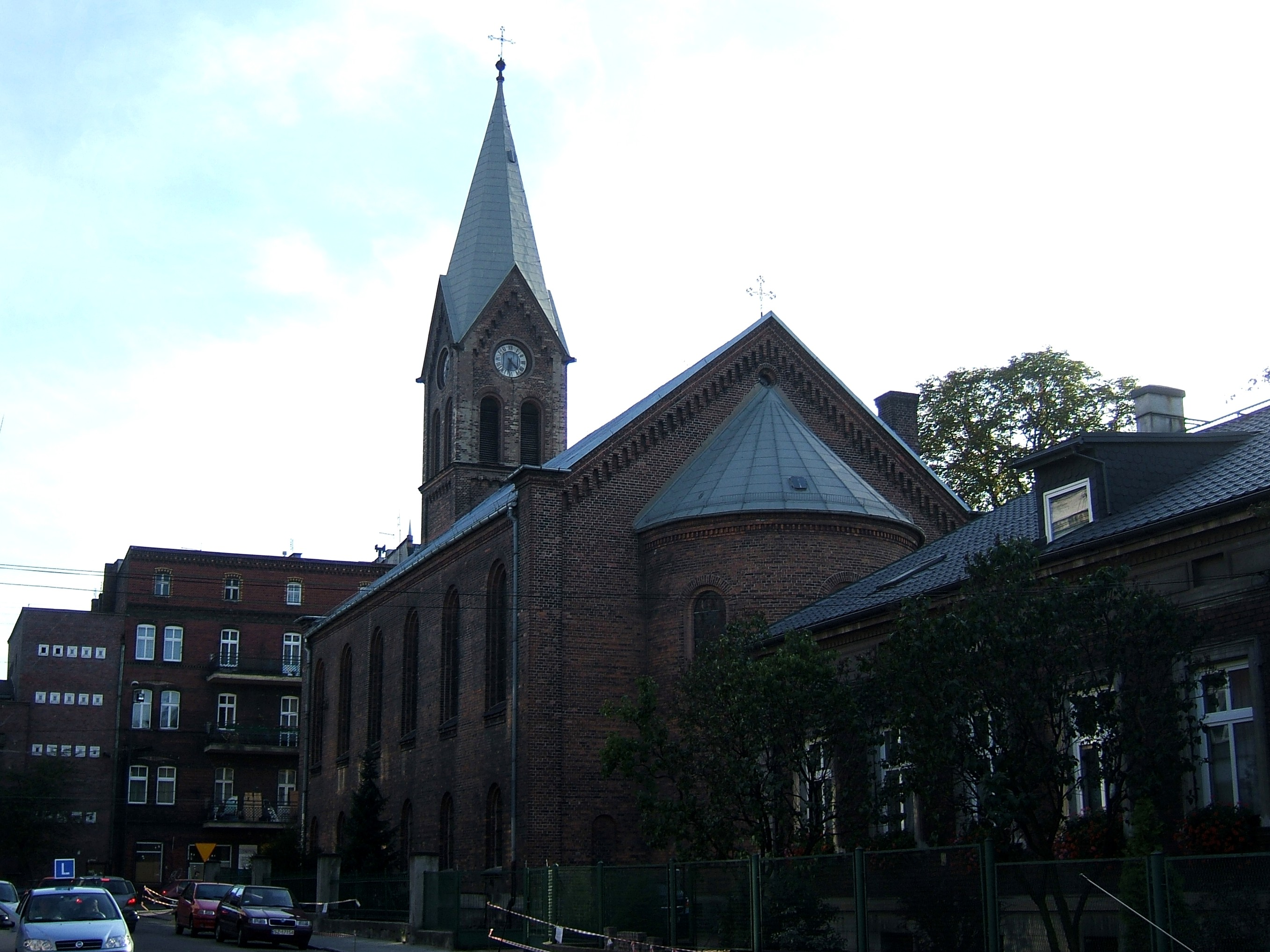
Biserica Evanghelică

- 27 martie 1873 - în urma decretului autorităților prusace, este înființat Powiatul Zabrze
  - în componența lui intrau 26 de sate și arii funciare, avea o suprafață de 2,21 mil. m² și o populație de 38.421 locuitori
- 1874
  - ianuarie - săptămânalul Zabrzer Kreis Blatt își încetează aparițiile
  - ca urmare a fondurilor primite de la Donnersmarck, începe construcția, în Micul Zabrze, a unei biserici, a unei case parohiale și a unei școli, destinate membrilor comunității evanghelice
- 1875
  - este construită reședința starostelui [2]
  - Micului Zabrze i se acordă dreptul de a organiza un târg săptămânal, care se ținea în fiecare joi (Donnerstagmarktplatz), amplasat pe locul actualei piețe Varșovia
    - din momentul înființării, târgul a devenit cel mai reprezentativ punct al Micului Zabrze
    - în timp, aici se vor construi Primăria cartierului, un Gimnaziu de fete și un sediu de bancă [2]

  - noiembrie - membrii Radei powiatului înaintează spre aprobare un proiect de înființare a municipiului Zabrze, care ar fi cuprins Vechiul Zabrze, Dorota, Micul Zabrze, ariile funciare aparținând de Zabrze și Zaborze, precum și din coloniile A, B și C, ce intrau în componența Zaborze [2]
    - proiectul nu a fost aprobat, din cauza susținerii reduse în rândul industriașilor locali, care nu ar fi agreat plata unor impozite mai mari
- 1877 - densitatea populației în zonă ajunge la aproape 320 locuitori/km²
- 1880 - sunt date în folosință trei cuptoare Siemens-Martin bazice, fiecare cu o greutate de 18 tone
- 1884 - se deschid două noi cocserii: Poremba, în Zabrze, și Jadwiga, în Biskupice [2]
- 1885 - se deschide o fabrică de cherestea, situată la limita dintre Vechiul Zabrze, Zaborze și Micul Zabrze [2]
- 1890 - își începe activitatea cocseria Skalley din Zabrze [2]
- 1892
  - ca urmare a eforturilor administrațiilor locale din Vechiul Zabrze, Micul Zabrze și Wieś Dorota, este inaugurat un spital ce deservea aceste comunități [2]
    - construit inițial din lemn, în 1909 este înlocuit cu cărămidă

  - se înființează o școală profesională [2]
- 1894 - se înființează judecătoria powiatului [2]
- 1894 - 1896 - se construiește o rețea de alimentare cu apă potabilă [2]
- 25 august 1895 - pe străzile din Micul și Vechiul Zabrze începe să circule tramvaiul cu aburi [2]
- 1896
  - este înființată Brigada de Pompieri a Municipiului Zabrze
  - își începe activitatea școala economică, construită prin investiții private [2]
  - este construit sediul Primăriei Vechiului Zabrze [2]
- 1897 - ca urmare a construirii unei centrale electrice în Zabrze, tramvaiele cu aburi sunt înlocuite cu tramvaie electrice [2]
- 1898 - sinagoga este lărgită, iar în vecinătatea ei este construită o clădire ce adăpostea arhiva comunității evreiești [2]
- 1900
  - se înființează, în Zaborze, Gimnaziul Regina Luiza [1]

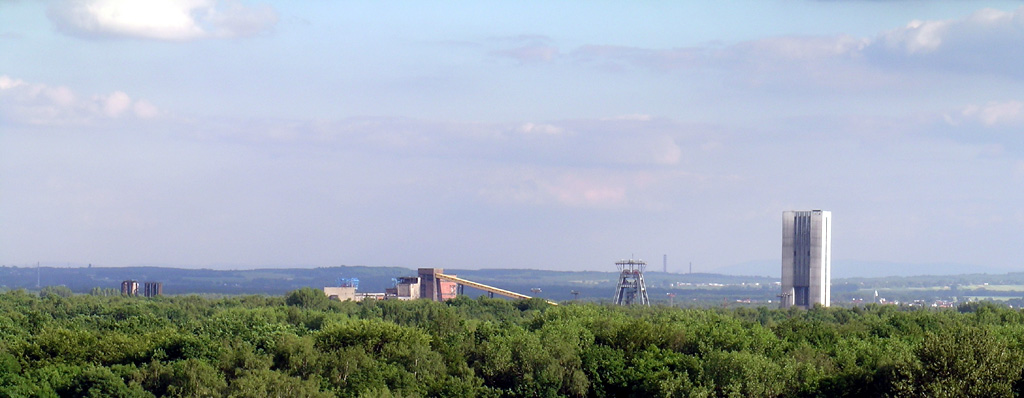
KWK Sośnica-Makoszowy

- - este construită o bibliotecă publică [2]
  - densitatea populației ajunge la 963 locuitori/km²
- 1900 - 1906 - este construită o a doua mină aflată în posesia statului, mina Delbrück (redenumită, în 1945, KWK Makoszowy) [1]
- 1901 - se construiește un abator [1]
- 1902 - este înființat Gimnaziul de Băieți (actualmente Liceul Nr. III din Zabrze) [2]
- 20 februarie 1905 - în urma deciziei Radei powiatului, comunitățile Vechiul Zabrze, Micul Zabrze și Wieś Dorota se unesc, formând o singură localitate, Zabrze, cu o populație ce număra 54.228 locuitori [2]
  - această localitate nou înființată nu avea încă statutul și privilegiile unui municipiu [2]
- 1907 - în zona Micul Zabrze se înființează Gimnaziul de Fete [2]

## Primul Război Mondial și Insurecțiile Sileziene
- 1915
  - 3 ianuarie - numele localității este schimbat în Hindenburg, în onoarea mareșalului Paul von Hindenburg, conducătorul armatei imperiale germane în victoria de la Tannenberg [1] [3]
  - din anul 1918, numele complet al localității este Hindenburg O.S., pentru a o putea diferenția de localitatea Hindenburg din estul Prusiei (denumită anterior Groß Friedrichsgraben I) [1]
  - în cadrul cocseriei Jadwiga sunt construite o baterie de cocsificare, un turn de înmagazinare a cărbunelui și o instalație de sortare a cocsului [1]
- 1918
  - octombrie - reînființarea Societății Polone de Gimnastică "Sokół" [1]
  - 16 octombrie - înființarea Gărzii Cetățenești a Sileziei Superioare [1]
  - 12 decembrie - se înființează Asociația Militară, transformată ulterior în Organizația Militară Polonă a Sileziei Superioare [1]
- 1919
  - martie - conducerea Societății Bilbiotecilor Populare este preluată de preotul Ștefan Szwajnoch [1]
  - martie - înființarea Asociației Femeilor Polone [1]
  - martie - aprilie - liniștirea unor revolte polone de către soldații germani de frontieră (Grenzschutz), soldate cu morți și răniți [1]
  - aprilie - înființarea Societății Educaționale s Sileziei Superioare Sfântul Iacob, condusă de Iosif Gołąbek [1]
  - 16 - 26 august - au loc lupte în urma izbucnirii primei insurecții sileziene [1]
  - octombrie - în urma alegerilor pentru consiliul local, candidații polonezi câștigă 21 de mandate dintr-un total de 36 [1]
- 1920
  - februarie - în zona Sileziei Superioare ajung soldații francezi [1], parte a Comisiei Interaliate de Conducere și Plebiscit a Sileziei Superioare

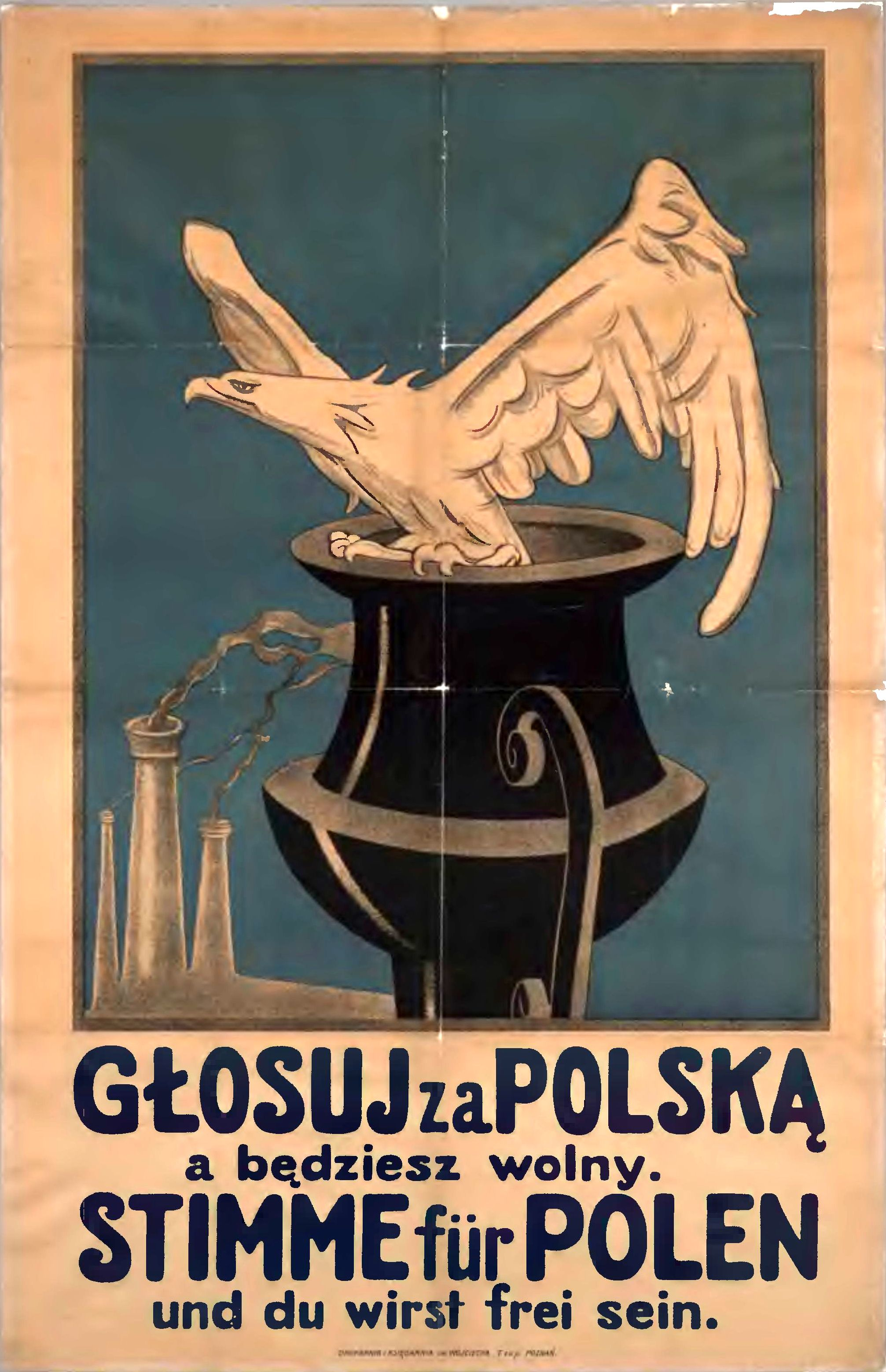
Afiş propagandistic polonez din timpul plebiscitului

- - mai - este înființat Clubul Sportiv Hart [1]
  - 23 mai - 16 iunie - are loc o grevă în școlile polone [1]
  - 14 iulie - naționaliștii germani îi atacă pe artiștii Operei din Varșovia [1]
  - 19 - 25 august - izbucnește a II-a insurecție sileziană [1]
  - august - ia ființă corul de bărbați Moniuszko [1]
  - platforma industrială Borsig este transformată în societatea pe acțiuni Borsigwerke [1]
  - noiembrie - apare Societatea Muzicală Chopin [1]
- 1921
  - 20 martie - are loc Plebiscitul Sileziei Superioare
  - 2 mai - ocuparea minei Zabrze de către forțele polone ale Poliției Sileziei Superioare
  - 4 mai
    - aproape tot orașul este ocupat de către insurgenți ca urmare a izbucnirii celei de-a III-a insurecții sileziene [1]
    - în urma cererii soldaților francezi, insurgenții vor elibera centrul orașului [1]

  - 26 - 30 mai - au loc lupte de stradă din cauza provocărilor părții germane
  - 5 iulie - încheierea celei de-a III-a insurecții sileziene [1]

## Perioada interbelică și Al Doilea Război Mondial
- 1 octombrie 1922 - Zabrze primește statutul de municipiu
- 1922 - 1939 - ca urmare a plebiscitului, orașul va fi divizat astfel: Kończyce, Pawłów și Makoszowy intră în cadrul granițelor poloneze, restul cartierelor făcând parte din Republica de la Weimar
- 1924 - este construit un stadion pe strada Zamkowej din Biskupice, în prezent folosit de echipa de fotbal Gwarek Zabrze
- 1 ianuarie 1927 - se delimitează municipiul Zabrze
- 1935 - este restaurată piața Wolności
- 9 - 10 noiembrie 1938 - în urma Nopții de Cristal este incendiată Sinagoga Mare, sunt distruse majoritatea magazinelor evreiești, iar aproximativ 350 de evrei sunt arestați
- în timpul celui de-Al Doilea Război Mondial, în Zabrze au funcționat o filială a lagărului din Oświęcim, dar și lagăre pentru prizonierii de război